# 三井ダイレクト損害保険
三井ダイレクト損害保険株式会社（みついダイレクトそんがいほけん）とは、個人向け自動車保険を中心とする通販専門損害保険会社。インターネットと電話でのみ契約を受け付けるのが特徴。MS&ADインシュアランスグループホールディングスの完全子会社。

## 取扱い保険
- 自動車保険
- バイク保険

## 沿革
1995年の金融ビッグバンを受けて、三井物産により1999年6月に準備会社として物産インシュアランスプラニング株式会社を設立。2000年5月に、損害保険業の免許を取得して、商号を現在の三井ダイレクト損害保険株式会社に変更し、翌6月より営業開始。
2007年3月には、同業他社よりやや低かったソルベンシー・マージン比率を引き上げる目的で、三井住友海上火災保険株式会社などを引受人とする第三者割当増資を実施し、三井住友海上の出資比率は66.47%となり、同社の連結子会社となった。
2008年4月、三井住友海上グループホールディングス株式会社の設立により、三井住友海上火災保険株式会社、三井住友海上メットライフ生命保険（現・三井住友海上プライマリー生命保険）、三井住友海上きらめき生命保険（現・三井住友海上あいおい生命保険）とともに同ホールディングスのグループ会社となった。
2010年4月、親会社の三井住友海上グループホールディングス株式会社があいおい損害保険、ニッセイ同和損害保険（同年10月に2社は合併し、現在はあいおいニッセイ同和損害保険）との経営統合に伴い、MS&ADインシュアランスグループホールディングス株式会社に改称した。
2014年春頃、親会社となったMS&AD社の意向により車をモチーフに簡略化したデザインの社章兼ブランドロゴが使用されなくなり、同7月期より同グループの統一ロゴ・フォントを導入し現在に至る。